# زنغويه (مقاطعة فيروزآباد)
زنغويه (بالفارسية: زنگویه) هي قرية تقع في قسم جايدشت الريفي في إيران. يقدر عدد سكانها بـ 96 نسمة بحسب إحصاء 2016.